# Салас, Ада
А́да Са́лас (исп. Ada Salas; род. 1965, Касерес) — испанская поэтесса, переводчица

, эссеист.

## Биография
Закончила филологический факультет Университета Эстремадуры. Преподаёт испанский язык и литературу.

## Творчество
Автор минималистской лирики, продолжающей линию Хосе Анхеля Валенте. Переводит поэзию Робера Десноса. Лауреат ряда национальных премий.

## Сочинения
- Arte y memoria del inocente, Cáceres, Universidad de Extremadura, 1988.
- Вариации на тему белого/ Variaciones en blanco, Madrid, Hiperión, 1994 (премия издательства Гиперион; стихи стали основой одноимённой музыкальной композиции Мерседес Савала, ).
- Жажда/ La sed, Madrid, Hiperión, 1997 (несколько стихотворений положены на музыку испанским композитором Мерседес Савала).
- Lugar de la derrota, Madrid, Hiperión, 2003.
- Alguien aquí. Notas acerca de la escritura poética, Madrid, Hiperión, 2007.
- Это не молчание/ Esto no es el silencio, Madrid, Hiperión, 2008 (премия г. Кордова).
- No duerme el animal. Poesía 1987—2003, Madrid, Hiperión, 2009 (собрание стихотворений)
- Ashes to ashes: catorce poemas a partir de catorce dibujos a partir de T. S. Eliot, Mérida, Junta Regional de Extremadura, 2010
- El margen, el error, la tachadura: de la metáfora y otros asuntos más o menos poéticos, Badajoz, Diputación de Badajoz, 2010 (эссе о поэзии)
- Limbo y otros poemas, Valencia, Pre-Textos, 2013